# 波希米亚丑闻
《波希米亞醜聞》（英語：A Scandal in Bohemia），或譯波宮秘聞、波宮秘史、波希米亞的醜聞、波西米亞祕聞，是英国侦探小说家亞瑟·柯南·道尔筆下名偵探夏洛克·福尔摩斯所遇到的一樁案件。
故事講述自稱「馮·克拉姆伯爵」的波希米亞貴族找到福爾摩斯，他自稱受到某位貴人委託，打算委託福爾摩斯，福爾摩斯則看穿眼前之人就是偽裝過的波希米亞國王。國王自述過去曾與女歌唱家艾琳·艾德勒（Irene Adler）有過一段感情，兩人不但有書信往來，女方還保留了國王與艾琳的一張合照，現在國王即將與斯堪地那維亞國的公主結婚，他擔心某天艾琳會拿出那張合照導致這場兩國聯姻的大事告吹，所以希望福爾摩斯能幫忙取回那張照片。
福爾摩斯前去艾琳的住處調查，在查到艾琳平日的動態後略施小計找到了合照的藏匿處，卻不料福爾摩斯的舉動已被艾琳發現，當次日福爾摩斯、華生與國王來到艾琳住處準備取回合照時發現艾琳已與新婚丈夫搬離該處前往歐洲大陸，還留信表示自己保留合照只是為了自保，不會拿出來破壞國王的婚事，並留下自己的一張照片任憑處置。
福爾摩斯略顯懊惱的向國王道歉，國王認為只要艾琳不會破壞自己的婚事就算成功，福爾摩斯認為工作未能完成拒絕了國王的豐厚報酬，只選擇拿走了艾琳的照片就離開了艾琳的住所。
事後，福爾摩斯可敬的將艾琳稱為「那位女人」（The Woman），她也是是唯一一個令福爾摩斯不能完全破案的敵手。
本案则是仿自愛倫·坡筆下的《失竊的信》一案。

## 改編作品
- 第二季第一集《貝爾戈維亞醜聞》[5][6]
- 《憂國的莫里亞蒂》漫畫第17-23話，動畫第二季第1-3集《大英帝國的醜聞》

## 外部連結

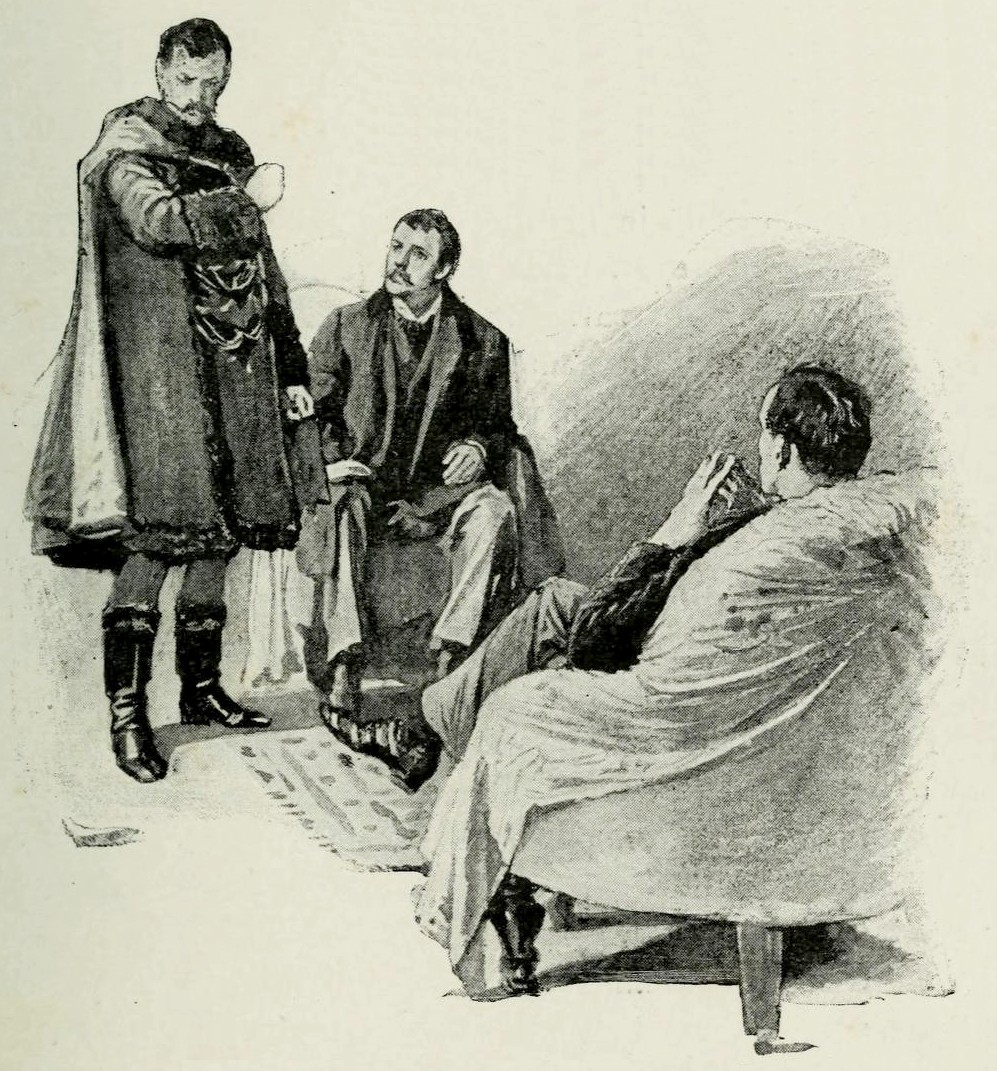
福尔摩斯、华生与波西米亚国王。

- “A Scandal in Bohemia”, The Adventures of Sherlock Holmes - 古腾堡计划
- LibriVox中的公有领域有声书《A Scandal in Bohemia》